# Radio Popolare Roma
Radio Popolare Roma è stata un'emittente radiofonica d'informazione indipendente.
L'emittente si poteva ascoltare a Roma e in alcuni comuni limitrofi sulla frequenza 103,300 MHz. Radio Popolare Roma, che nacque dall'esperienza di Radio BBS, era collegata al circuito Popolare Network, la più grande syndication italiana di radio indipendenti. Dopo una crisi nata alla fine del 2012 la radio continuò a diffondere il segnale di Radio Articolo 1 fino a giugno 2018, quando la frequenza fu definitivamente riassegnata a Radio News 24. Il sito web della radio era www.radiopopolareroma.it.

## Dirette speciali
La prima diretta in esterna di Radio Popolare Roma è stata realizzata il 24 novembre 2007 in occasione della manifestazione nazionale contro la violenza sulle donne a piazza Navona.